# Krzesławice (województwo małopolskie)

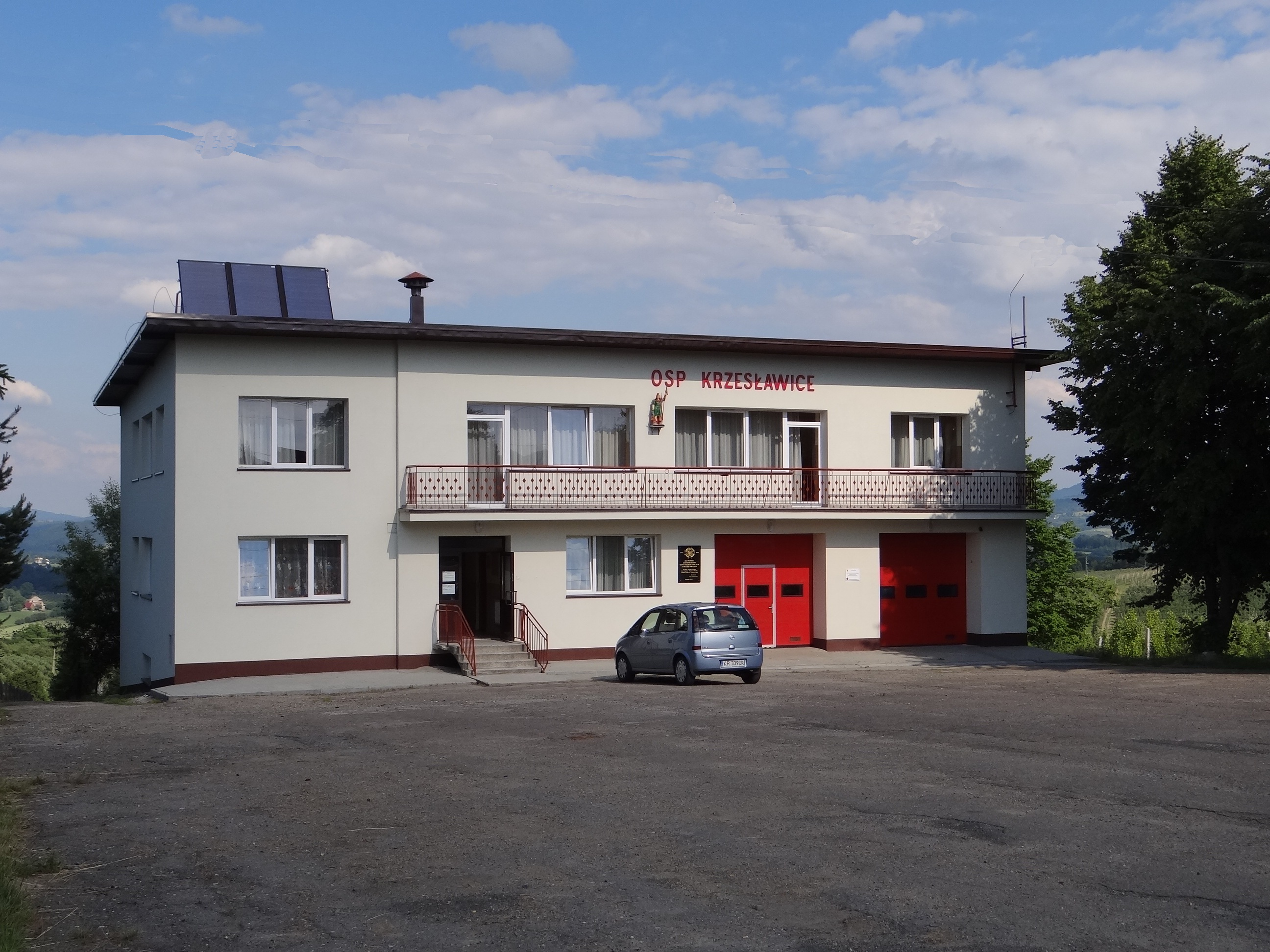
Remiza OSP

Krzesławice – wieś w Polsce położona w województwie małopolskim, w powiecie myślenickim, w gminie Raciechowice.
W latach 1975–1998 miejscowość administracyjnie należała do województwa krakowskiego.

## Położenie
Miejscowość położona jest na północnych krańcach Beskidu Wyspowego, w dolinie rzeki Stradomki. Zachodnią granicę wsi stanowią zbocza najdalej na północ wysuniętego wzniesienia Beskidu Wyspowego – góry Grodzisko (618 m n.p.m.) i jej drugiego wierzchołka zwanego Borkiem. Na szczycie Grodziska znajdował się gród z okresu kultury łużyckiej, a za czasów pierwszych Piastów zamek obronny, jedna z największych warowni ówczesnej Ziemi Krakowskiej. Spalony w czasie najazdu Tatarów na Polskę nie został już później odbudowany.

## Zabytki
Obiekt wpisany do rejestru zabytków nieruchomych województwa małopolskiego.
- Zespół pustelni św. Benedykta z otoczeniem: kaplica pw. św. Benedykta, domek pustelnika, grota w skale zw. Diabelski Kamień z krzyżem na szczycie skały, kapliczka na wsch. stoku wzgórza.

## Turystyka
Dużą atrakcją turystyczną miejscowości jest Diabli Kamień znajdujący się u podnóża Grodziska, ok. 5 min. od drogi łączącej Raciechowice ze Szczyrzycem. Istnieje przy nim kapliczka i pustelnia, w której do 1997 r. przebywał pustelnik z opactwa cystersów w Szczyrzycu.
Szlaki turystyczne
- – czarny ze Szczyrzyca przez Pogorzany i Diabli Kamień na grzbiet pomiędzy Cietniem i Grodziskiem, gdzie łączy się z niebieskim szlakiem prowadzącym na Grodzisko lub Ciecień.

## Części wsi
| SIMC    | Nazwa     | Rodzaj    |
| ------- | --------- | --------- |
| 0332759 | Brzezie   | część wsi |
| 0332765 | Dąbrowy   | część wsi |
| 0332771 | Kolawy    | część wsi |
| 0332788 | Kwasowice | część wsi |
| 0332794 | Moczury   | część wsi |
| 0332802 | Niwa      | część wsi |
| 0332819 | Podkamień | część wsi |
| 0332825 | Sawa      | część wsi |
| 0332831 | Wądolista | część wsi |
| 0332848 | Zabrzegi  | część wsi |

## Religia
Wierni Kościoła rzymskokatolickiego należą do parafii w Górze Świętego Jana.

## Osoby związane z miejscowością
- Benedykt Serafin (1893–1978) – major piechoty Wojska Polskiego, obrońca Grodna w 1939 roku.